# Club Deportivo Alianza de Curicó
El Club Deportivo Alianza de Curicó es un club de fútbol de Chile, con sede en la ciudad de Curicó, Región del Maule. Fue fundado el 18 de agosto de 1915, por inmigrantes españoles y jóvenes de la colonia residentes en la ciudad.
Es el primer club curicano en participar del fútbol profesional chileno, al ingresar a la Segunda División en 1954, tras participar durante cuatro años de la División de Honor Amateur.
La institución cuenta con una sede social propia, además de haber tenido ramas de gimnasia, ajedrez, básquetbol y tenis de mesa.

## Historia

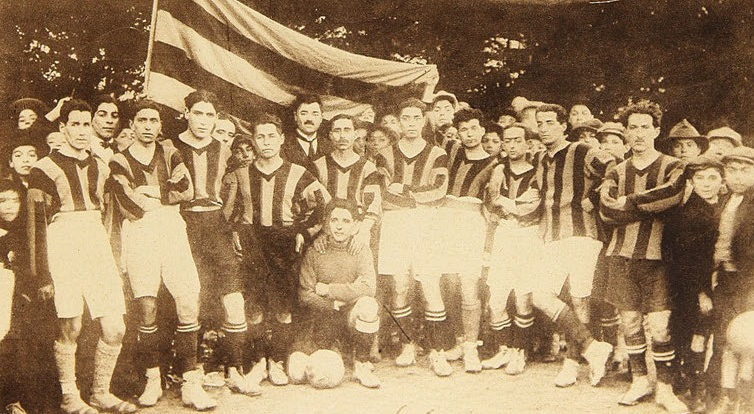
Alianza de Curicó en 1924.

El club fue fundado como Alianza Football Club el 18 de agosto de 1915, por un grupo de once entusiastas hombres, los cuales eran inmigrantes españoles y jóvenes del comercio de la ciudad de Curicó, quienes en la misma acta de fundación definieron los colores verde y negro para representar a la institución.De los primeros directivos y socios destacó su primer presidente, Rubén O'Quington, joven profesor normalista. 
El campeonato invicto de 1949 en la Liga de Curicó le valió el ingreso a la División de Honor Amateur (DIVHA), en donde participó entre los años 1950 y 1953. El 28 de mayo de 1954 fue aceptado en el torneo profesional de Ascenso, por lo que se convirtió en el primer club curicano en representar a la ciudad en el profesionalismo.En aquella edición del certamen Alianza acabó sexto, de diez equipos, con 20 puntos.
Disputó siete temporadas en la Segunda División. En sus años en el fútbol profesional la tónica del equipo fue la medianía de la tabla, sin tener grandes campañas que llevaran al equipo pelear por el ascenso a Primera, pero tampoco sufriendo en los últimos puestos. Sin embargo, en el Campeonato de Ascenso 1960 Alianza finalizó en la parte baja de la tabla, con solo 12 puntos en 22 partidos jugados, por lo que tuvo que volver a reafiliarse a la Asociación Curicó.El último partido oficial en el profesionalismo del club lo jugó el 30 de octubre de ese año, y fue una derrota 0-3 ante Trasandino, en el Estadio Ferroviario de Los Andes.

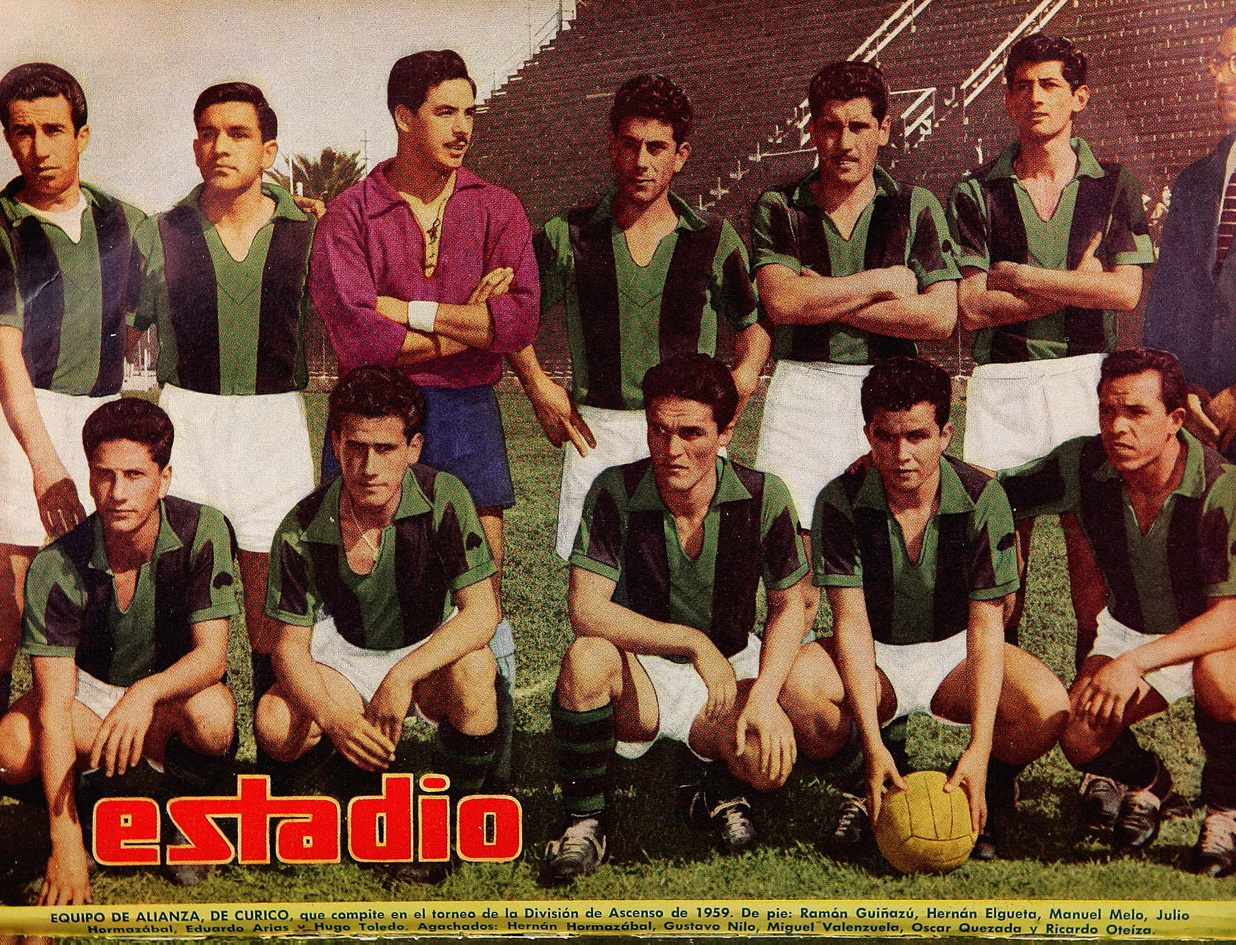
Formación del equipo en 1959.

Desde entonces compite en la Asociación Curicó junto a otros históricos clubes de la ciudad, como Luis Cruz Martínez. Además posee una sede en el centro de la ciudad, con un salón usado para reuniones, fiestas y competencias deportivas.

## Uniforme
- Uniforme titular: Camiseta con franjas verticales verdes y negras, pantalón blanco y medias verdes.

### Evolución del uniforme
| 1952-55 | 1956-58 | 1959 |

## Datos del club
- Temporadas en Segunda División: 7 (1954-1960).
- Mejor puesto en Segunda: 4° (1956 y 1957).
- Peor puesto en Segunda: 12° (1960).
- Participaciones en Copa Chile: 2 (1958 y 1960).

## Palmarés

### Torneos locales
- Asociación de Fútbol de Curicó (4): 1921, 1922, 1923, 1949.[2]